# روز جهانی عدالت بین‌المللی
روز جهانی عدالت بین‌المللی، همچنین به عنوان روز بین‌المللی عدالت کیفری یا روز بین‌المللی عدالت یاد می‌شود، یک روز جهانی است که در ۱۷ ژوئیه در سراسر جهان به عنوان بخشی از تلاش برای به رسمیت شناختن سیستم نوظهور عدالت کیفری بین‌المللی برگزار می‌شود. ۱۷ ژوئیه تاریخ تصویب پیمانی است که دیوان کیفری بین‌المللی ایجاد کرده‌است. در تاریخ ۱ ژوئن ۲۰۱۰، در کنفرانس بازنگری در اساسنامه رم که در کامپالا (اوگاندا) برگزار شد، مجمع کشورهای عضو تصمیم گرفتند ۱۷ ژوئیه را به عنوان روز عدالت بین‌المللی کیفری جشن بگیرند.
هر ساله، مردم در سراسر جهان از این روز برای میزبانی رویدادها برای ارتقاء عدالت کیفری بین‌المللی، به ویژه حمایت از دادگاه بین‌المللی کیفری استفاده می‌کنند.